# Juliusz Machulski
Pour les articles homonymes, voir Machulski.
Juliusz Machulski, né le 10 mars 1955 à Olsztyn, est un producteur, réalisateur, scénariste et acteur polonais.

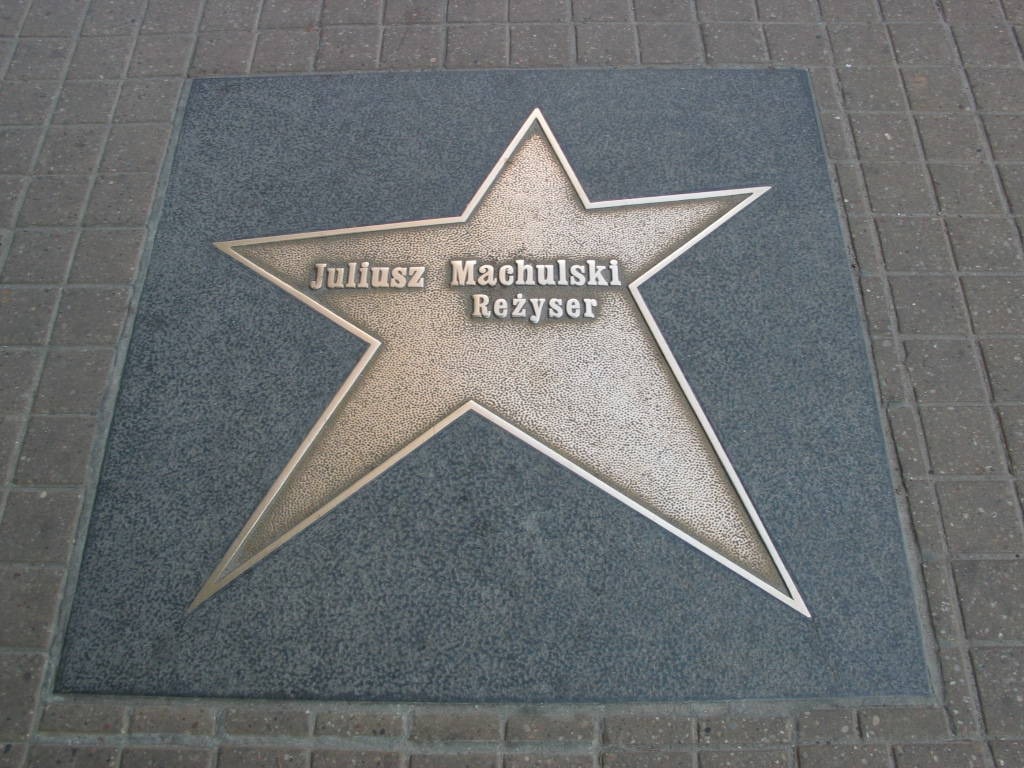
Étoile de Machulski sur l'Allée des Célébrités de Łódź.

## Biographie
Fils de Halina (en) et Jan Machulski, tous deux acteurs, Juliusz Machulski fait ses études à la faculté philologique de l'université de Varsovie, puis à l'École nationale de cinéma de Łódź. Diplômé en 1980, il connait un succès immédiat avec la comédie criminelle Vabank sortie en 1981. Le film obtient de nombreux prix, notamment celui du Festival international du film de Karlovy Vary 1982. Le rôle principal dans Vabank est tenu par Jan Machulski qui par la suite sera pratiquement toujours présent dans les films de son fils et retrouvera son personnage dans le second volet de Vabank - Vabank 2 en 1984. 
Un autre grand succès est son Déjà vu sorti en 1989, une coproduction soviéto-polonaise qui met en scène les mésaventures d'un gangster américain chez les bolcheviks (à Odessa). Ce pastiche regorge de références aux maîtres de cinéma soviétique et américain, on y retrouve notamment les références aux procédés de Lev Koulechov, Sergueï Eisenstein et Boris Barnet. Machulski dirige ensuite plusieurs films à succès qui se distinguent par leur message optimiste, utilisant satire, farce et parodie, y compris la parodie de ses œuvres précédentes, devenant un phénomène unique dans le cinéma polonais. 
Juliusz Machulski s'illustre également comme acteur dans les films de ses collègues, comme dans Zabij mnie glino (1987) de Jacek Bromski ou dans Lekcja martwego języka (1979) de Janusz Majewski. 
En 1988, il fonde à Varsovie la société Zebra Film Studio qui, entre autres, produit les films signés Jerzy Stuhr, Marek Koterski, Krzysztof Krauze.
Le 10 décembre 1998, son étoile est inaugurée sur l'allée des Célébrités de Łódź.
En 2003-2008, l'artiste préside également l'Académie du cinéma de Pologne.

## Prix et distinctions
- Prix du meilleur début au Festival du film polonais de Gdynia pour le film Vabank en 1981 ;
- Prix du Ministère de la culture et des arts de Pologne pour le film Vabank en 1981 ;
- Lion d'or au Festival du film polonais de Gdynia pour Girl Guide en 1995 ;

## Filmographie
- 1981 : Vabank
- 1984 : Sexmission
- 1984 : Vabank II czyli Riposta
- 1987 : Kingsajz
- 1990 : Déjà vu
- 1991 : VIP
- 1993 : Szwadron (pl)
- 1995 : Girl Guide
- 1995 : Matki, żony i kochanki
- 1997 : Kiler
- 1999 : Kiler-ów 2-óch
- 2000 : Pieniądze to nie wszystko
- 2003 : Superprodukcja
- 2004 : Vinci
- 2008 : Ile waży koń trojański? (pl)
- 2010 : Kołysanka
- 2013 : AmbaSSada
- 2017 : Volta